# Franz Fischer (Politiker, 1904)
Franz Fischer (* 13. Januar 1904 in Berlin; † 6. Februar 1986 ebenda) war ein deutscher Politiker (KPD/SED), antifaschistischer Widerstandskämpfer und Funktionär der Gesellschaft für Deutsch-Sowjetische Freundschaft (DSF).

## Leben
Fischer, Sohn eines alleinerziehenden Dienstmädchens, kam in ein Waisenhaus und wuchs dann bei Pflegeeltern auf. Nach dem Besuch der Volksschule erlernte er den Beruf des Schweißers und Rohrlegers. 1921 trat er dem Kommunistischen Jugendverband Deutschlands (KJVD), 1923 der Kommunistischen Partei Deutschlands (KPD) bei. Ab 1926 war er Mitglied der KJVD-Bezirksleitung Berlin-Brandenburg und leitete den Berliner Stadtbezirk Wedding des KJVD. Von Februar bis April 1929 besuchte Fischer die Reichsparteischule der KPD „Rosa Luxemburg“. Im November 1929 wurde er in die Berliner Stadtverordnetenversammlung gewählt. Im selben Jahr wurde er Mitglied des ZK des KJVD. Ab 1930 vertrat Fischer den KJVD im Sekretariat der Kommunistischen Jugendinternationale in Moskau. Nach seiner Rückkehr nach Berlin im Juli 1932 war er hauptamtlich im Parteiapparat beschäftigt. Fischer wurde im September 1933 wegen „Zugehörigkeit zur Neumann-Gruppe“ aus der KPD ausgeschlossen. Jedoch wurde er nach einem halben Jahr wieder in die illegale Parteiarbeit zurückgeholt und beteiligte sich aktiv im Widerstand gegen den Nationalsozialismus. Im Mai 1934 wurde er verhaftet und war bis Mai 1937 im KZ Lichtenburg inhaftiert. Im Dezember 1937 emigrierte er zunächst in die Tschechoslowakei. Dort schloss er sich der neu gegründeten FDJ an. Im Mai 1939 musste er weiter nach Großbritannien fliehen, wo er in London politisch in der Emigrationsleitung der KPD und beruflich als Rohrleger tätig war. Er schloss sich dort dem „Freien Deutschen Kulturbund“ an.
Im August 1946 kehrte er nach Berlin zurück und wurde Erster Kreisvorsitzender der SED in Berlin-Tempelhof. Nach einem Lehrgang an der Parteihochschule 1947/48 wirkte er als Abteilungsleiter in der SED-Landesleitung Berlin. Später war Fischer Mitglied der SED-Bezirksleitung Berlin. 
Von 1963 bis 1967 war er Vorsitzender des Sekretariats des Zentralvorstandes der Gesellschaft für Deutsch-Sowjetische Freundschaft (DSF). Ab 1964 war er auch Mitglied des Präsidiums des Zentralvorstandes der DSF.
Fischer wurde in der Gräberanlage für Opfer des Faschismus und Verfolgte des Naziregimes auf dem Zentralfriedhof Friedrichsfelde in Berlin-Lichtenberg beigesetzt.

## Auszeichnungen
- Banner der Arbeit (1964)
- Karl-Marx-Orden (1973)
- Stern der Völkerfreundschaft in Gold.